# 徳田元
徳田 元（とくだ はじめ）は、日本の生物学者。東京大学名誉教授。元盛岡大学学長。日本農芸化学会賞受賞。

## 人物・経歴
愛媛県宇和島市生まれ。愛媛県立宇和島東高等学校を経て、1969年名古屋大学農学部農芸化学科卒業。1974年名古屋大学大学院農学研究科博士課程修了、農学博士、日本学術振興会奨励研究員。1975年ロシュ分子生物学研究所研究員（Howard Ronald Kaback）。1977年イリノイ大学博士研究員。1979年千葉大学生物活性研究所助手。1988年東京大学応用微生物研究所助教授。1995年東京大学分子細胞生物学研究所教授。2004年東京大学総長補佐。2006年日本農芸化学会賞受賞。2007年東京大学アイソトープ総合センター長。2010年盛岡大学栄養科学部栄養科学科教授、東京大学名誉教授。2013年盛岡大学学長。2019年退任。2024年、瑞宝中綬章受章。